# Hiroshima (groupe)
Pour les articles homonymes, voir Hiroshima (homonymie).
Hiroshima est un groupe américain de jazz fusion formé en 1974 par les nippo-américains Dan Kuramoto (instruments à vent et leader), June Kuramoto (koto), Johnny Mori (percussions et taiko) et Danny Yamamoto (claviers et batterie).
Ce groupe, dont le nom vient de la ville japonaise d'Hiroshima, mélange la musique japonaise et d'autres formes de musiques du monde aux sonorités jazz, R&B et pop. Le côté R&B de leur musique leur a acquis une popularité auprès du public afro-américain mais le groupe est surtout considéré comme l'un des pionniers de la musique nippo-américaine et même asio-américaine. L'apogée de leur carrière a été quand ils ont fait la première partie de Miles Davis lors de sa tournée en 1990. Ils ont également écrit un morceau pour le film Star Trek 5 : L'Ultime Frontière (1989) intitulé The Moon is a Window to Heaven.

## Membres
- Robert Halford (1974-1979), vocaliste
- Dan Kuramoto (1974- )
- June Kuramoto (1974- )
- Johnny Mori (1974- )
- Danny Yamamoto (1974- )
- Barbara Long (1979-1985), vocaliste (albums Hiroshima et Another Place)
- Margaret Sasaki-Taylor "Machun" (1989), vocaliste (album East)
- Terry Steele (199), vocaliste (album Between Black & White)

## Discographie
- 1979 : Hiroshima
- 1980 : Odori
- 1983 : Third Generation
- 1985 : Another Place
- 1987 : Go
- 1989 : East
- 1992 : Providence
- 1994 : L.A.
- 1996 : Urban World Music
- 1999 : Between Black And White
- 2003 : The Bridge
- 2004 : Spirit Of The Season
- 2005 : Obon
- 2007 : Little Tõkyõ